# Omorgus principalis
Omorgus principalis är en skalbaggsart som beskrevs av Haaf 1954. Omorgus principalis ingår i släktet Omorgus och familjen knotbaggar. Inga underarter finns listade i Catalogue of Life.